# الحلويت (السياني)

تعديل مصدري - تعديل

الحلويت محلة تابعة لقرية المسالقة، التابعة لعزلة هدفان بمديرية السياني إحدى مديريات محافظة إب في الجمهورية اليمنية، بلغ تعداد سكانها 25 حسب تعداد اليمن لعام 2004.